# Aerogram
Et aerogram er et tyndt brevark bestående af gummieret papir, som regel med fortrykte linjer til hvor aerogrammet skal foldes sammen til en forsendelse. Aerogrammer er tiltænkt brevskrivning, hvor selve brevet og konvolutten er ét og det samme, og som kun kunne sendes som luftpost dengang tjenesten eksisterede. De fleste postvæsener forbød at vedlægge bilag i aerogrammer, som sædvanligvis kun kunne sendes til udlandet til en præferentiel takst. Ofte havde aerogrammer påtrykte advarsler om, at vedlagte bilag ville være årsag til, at aerogrammet skulle sættes i strafporto, da dette dermed skulle sendes til den højere brevtakst.
Brugen af begrebet aerogram blev officielt godkendt af Verdenspostforeningen i 1952. De fleste aerogrammer findes med et fortrykt frimærke, som indikerer forudbetalingen af portotaksten. Som sådan opfylder dette definitionen på en helsag. Der findes dog lande, hvor salg af ufrankerede aerogrammer også solgtes, disse kaldes for aerogram-formularer, og kunne udgives af enten postvæsener eller private virksomheder.